# Liste der Einträge im National Register of Historic Places im Cook County (Illinois)

Lage des Cook County in Illinois

Die Liste der Einträge im National Register of Historic Places im Cook County in Illinois führt alle Bauwerke und historischen Stätten im Cook County auf, die in das National Register of Historic Places aufgenommen wurden.
Die Liste gliedert sich in fünf Teile:
- Liste der Einträge im National Register of Historic Places in Chicago-Zentrum
- Liste der Einträge im National Register of Historic Places in Chicago-Nord
- Liste der Einträge im National Register of Historic Places in Chicago-West
- Liste der Einträge im National Register of Historic Places in Chicago-Süd
- Liste der Einträge im National Register of Historic Places im Cook County außerhalb von Chicago